# Монархия на Сент-Китс и Невис
Монархия Сент-Китса и Невиса — система государственного управления, в которой наследственный монарх является сувереном и главой государства Сент-Китс и Невис. С 8 сентября 2022 года текущим монархом Сент-Китса и Невиса является король Карл III. Как суверен, он является личным воплощением Короны Сент-Китса и Невиса. Хотя личность суверена разделяется с 14 другими независимыми странами в рамках Содружества Наций, монархии каждой страны являются отдельными и юридически независимыми. В результате действующий монарх официально титулуется как Король Сент-Китса и Невиса и, в этом качестве, он и другие члены королевской семьи выполняют общественные и частные функции внутри страны и за рубежом в качестве представителей Сент-Китса и Невиса. Однако король является единственным членом королевской семьи, имеющим конституционную роль.
Вся исполнительная власть принадлежит монарху, и королевское согласие необходимо для того, чтобы Национальное собрание Сент-Китса и Невиса принимало законы, а патентные грамоты и приказы в Совете имели юридическую силу. Большая часть полномочий осуществляется избранными членами парламента, министрами Короны, обычно назначаемыми из их числа, а также судьями и мировыми судьями. Другие полномочия, принадлежащие монарху, такие как отставка премьер-министра, являются значительными, но рассматриваются только как резервные полномочия и важная часть роли монархии в обеспечении безопасности.
Сегодня Корона в основном функционирует как гарант непрерывного и стабильного управления и беспристрастный защитник от злоупотребления властью. Хотя некоторые полномочия осуществляются только сувереном, большинство операционных и церемониальных обязанностей монарха выполняются его представителем, генерал-губернатором Сент-Китса и Невиса.

## Предыстория
Сэр Томас Уорнер прибыл из Англии в 1623 году и основал первую успешную английскую колонию в Вест-Индии на Олд-Роуд на западном побережье. Французы впервые появились на острове в 1625 году и основали колонию в 1627 году под руководством Пьера Белена д’Эснамбука. В XVII веке остров был разделён между французскими и английскими колонистами. По Утрехтскому договору 1713 года Сент-Китс был передан Великобритании и оставался в британском владении, несмотря на захват французами Бримстоун-Хилла в 1782 году. Остров был возвращён Великобритании по Парижскому мирному договору, подписанному в 1783 году.

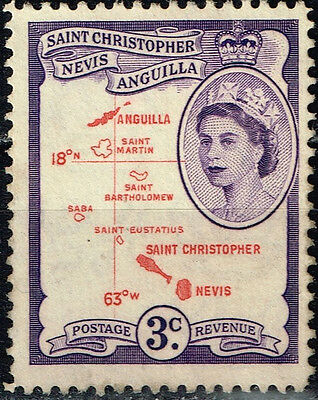
Почтовая марка 1956 года

Невис был заселён англичанами в 1628 году и вскоре стал одним из самых процветающих островов Антилы. Несмотря на французские и испанские нападения в XVII и XVIII веках, он сохранял устойчивое экономическое положение до середины XIX века.
Сент-Китс и Невис, вместе с Ангильей, были объединены в федерацию в 1882 году. После короткого периода в составе Федерации Вест-Индии, острова стали ассоциированным государством с полной внутренней автономией в 1967 году. Невис и Ангилья были недовольны доминированием Сент-Китса в федерации, и Ангилья в одностороннем порядке провозгласила независимость в 1967 году. После неудачных переговоров Закон об Ангилье 1971 года передал Ангилью под прямое британское управление. В 1976 году Ангилье была предоставлена конституция, и её союз с Сент-Китсом и Невисом был официально расторгнут в 1980 году.
В 1982 году в Лондоне прошла конституционная конференция. Несмотря на разногласия по поводу специальных положений для Невиса, Сент-Китс и Невис достигли полной независимости 19 сентября 1983 года, став независимым королевством в Содружестве наций с королевой Елизаветой II в качестве главы государства и королевы Сент-Китса и Невиса.
На церемонии провозглашения независимости принцессу Маргарет, представлявшую королеву, встречали 21-пушечным салютом в аэропорту Голден-Рок. Тысячи людей приветствовали принцессу. После церемонии поднятия флага, прошедшей после полуночи, принцесса зачитала послание от своей сестры, королевы, и официально передала конституционные документы назначенному премьер-министру Кеннеди Симмондсу.

## Корона Сент-Китса и Невиса и её аспекты
Сент-Китс и Невис — одна из пятнадцати независимых стран, известных как королевства Содружества, которые разделяют своего суверена с другими монархиями в Содружестве наций. При этом отношения монарха с Сент-Китсом и Невисом полностью независимы от его положения как монарха любого другого королевства. Несмотря на то, что во всех королевствах Содружества монархом является одно и то же лицо, каждое из них, включая Сент-Китс и Невис, суверенно и независимо от других. Монарх представлен в стране вице-королём — генерал-губернатором Сент-Китса и Невиса.
С момента обретения независимости Сент-Китс и Невис в 1983 году, национальная корона имела как общий, так и отдельный характер. Роль монарха Сент-Китса и Невиса как главы государства отличается от его положения в качестве монарха любого другого королевства, включая Соединённое Королевство. Таким образом, монархия перестала быть исключительно британским институтом и в Сент-Китсе и Невисе стала национальным, или «одомашненным» учреждением.

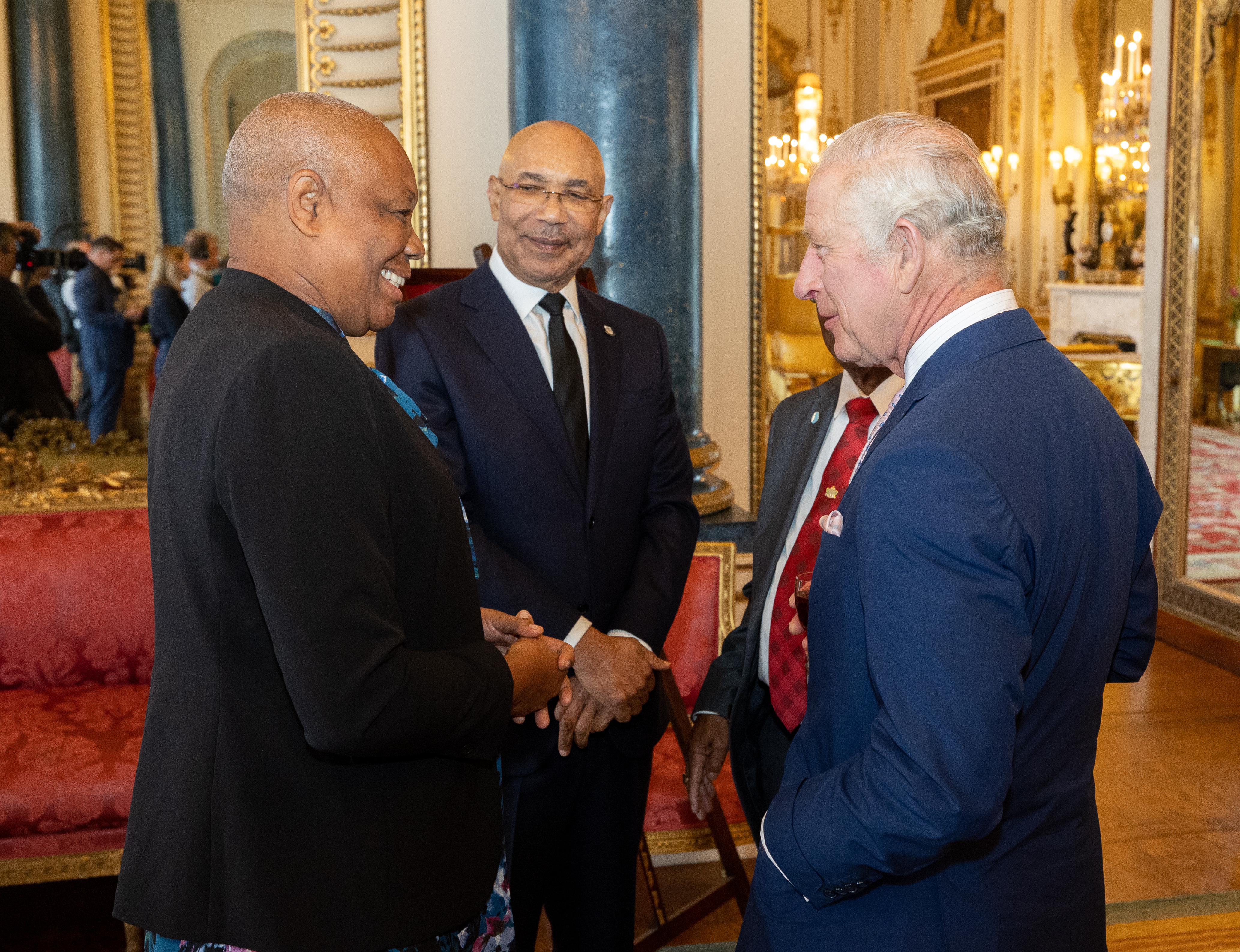
Король Карл III беседует с генерал-губернатором дамой Марселлой Либурд в Букингемском дворце, 2023 год

Это разделение проявляется в нескольких аспектах: например, суверен обладает уникальным титулом в отношении Сент-Китса и Невиса, и когда он действует публично как представитель страны, он использует, по возможности, символы Сент-Китса и Невиса, включая национальный флаг страны, уникальные королевские символы и т. п. Кроме того, только министры правительства Сент-Китса и Невиса могут консультировать суверена по вопросам, касающимся страны.
В Сент-Китс и Невис правосубъектность государства определяется как «Его Величество в праве Сент-Китса и Невиса» или «Корона в праве Правительства Сент-Кристофера и Невиса».

### Титул
В Сент-Китсе и Невисе монарх имеет следующий титул: «Карл III, Божьей милостью Король Сент-Китса и Невиса, а также Его других Королевств и Территорий, Глава Содружества».

### Клятва верности
Как воплощение государства, монарх является центром присяги на верность. Это делается в ответ на коронационную присягу суверена, в которой он обещает управлять народами своих владений «в соответствии с их соответствующими законами и обычаями».

Присяга на верность в Сент-Китс и Невис:

«Я, (имя), клянусь, что буду преданно служить Его Величеству королю Карлу Третьему, Его наследникам и продолжательницам, согласно закону. Да поможет мне Бог».

### Наследование
Престолонаследие в Сент-Китс и Невис регулируется абсолютной примогенитурой, основанной на положениях Акта о престолонаследии 2013 года, Акт о престолонаследии 1701 года и Билля о правах 1689 года. Эти законодательные акты ограничивают престолонаследие естественными (то есть не усыновлёнными) законными потомками Софии, курфюрстины Ганноверской, и предусматривают, что монарх не может быть римским католиком и должен быть в общении с Англиканской церковью при вступлении на престол.
Хотя эти конституционные законы, применяемые к Сент-Китс и Невис, всё ещё находятся под контролем парламента Великобритании, и Великобритания, и Сент-Китс и Невис не могут изменить правила престолонаследия без единодушного согласия других королевств, за исключением случаев явного выхода из общей монархической связи. Эта ситуация идентична во всех других королевствах и была сравнима с договором между этими странами. Сент-Китс и Невис в последний раз выразили своё согласие на изменение порядка престолонаследия в 2013 году, когда Национальное собрание приняло Закон о престолонаследии, который ознаменовал принятие законодательным органом Акта о престолонаследии 2013 года, принятого парламентом Великобритании.
В случае невозможности исполнения монархом своих обязанностей (смерти или отречения от престола) обычно новый монарх провозглашается генерал-губернатором в столице Бастер. Независимо от любых прокламаций, наследник покойного монарха немедленно и автоматически вступает на престол без необходимости подтверждения или дополнительной церемонии. Также следует соответствующий период траура, во время которого флаги по всей стране приспускаются до половины мачты в знак уважения к покойному монарху.

## Федеральная конституционная роль
Конституция Сент-Китса и Невиса устанавливает парламентскую систему правления в форме федеральной конституционной монархии, где роль монарха и генерал-губернатора носит юридический и практический, но не политический характер. Корона рассматривается как корпорация, в которой несколько частей разделяют полномочия целого, при этом суверен является центральной фигурой конституционной конструкции. Это означает, что все государственные полномочия конституционно возложены на монарха. Правительство Сент-Китса и Невиса официально именуется Правительством Его Величества Сент-Китса и Невиса.
Большинство внутренних обязанностей монарха выполняет генерал-губернатор, назначаемый монархом по рекомендации премьер-министра Сент-Китса и Невиса.

### Исполнительная власть

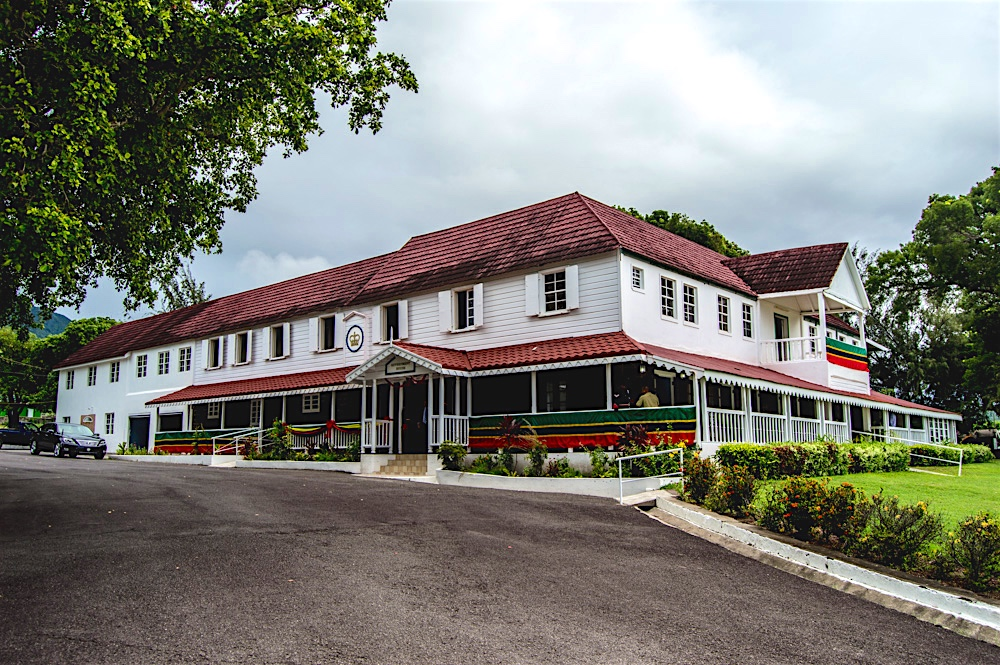
Спрингфилд-хаус, Бастер, официальная резиденция генерал-губернатора

Одной из основных обязанностей Короны является назначение премьер-министра, который затем возглавляет кабинет и консультирует монарха или генерал-губернатора по вопросам осуществления их исполнительной власти в отношении всех аспектов государственного управления и внешней политики. Роль монарха, а следовательно, и генерал-губернатора, почти полностью символическая и культурная. Они выступают в качестве символа законной власти, под которой действуют все правительства и учреждения. Кабинет министров направляет использование Королевской прерогативы, которая включает в себя право объявлять войну, поддерживать мир Короля и руководить действиями Вооружённых сил Сент-Китса и Невиса, а также созывать и распускать парламент и назначать выборы.
Однако важно отметить, что Королевская прерогатива принадлежит Короне, а не отдельным министрам, хотя иногда может показаться иначе. Конституция позволяет генерал-губернатору в одностороннем порядке использовать эти полномочия в отношении отставки премьер-министра, роспуска парламента и отстранения судьи в исключительных случаях конституционного кризиса.
Также существуют некоторые обязанности, которые выполняются непосредственно монархом, например, назначение генерал-губернатора.
Генерал-губернатор для поддержания стабильности правительства Сент-Китс и Невис назначает премьер-министром того, кто, по его мнению, наиболее вероятно будет поддерживать доверие Национального собрания. Кроме того, генерал-губернатор назначает кабинет по указанию премьер-министра. Монарх информируется своим вице-королём о принятии отставки премьер-министра и приведении к присяге нового премьер-министра и других членов кабинета. Он также регулярно получает информацию от министров Сент-Китс и Невис.

### Иностранные дела

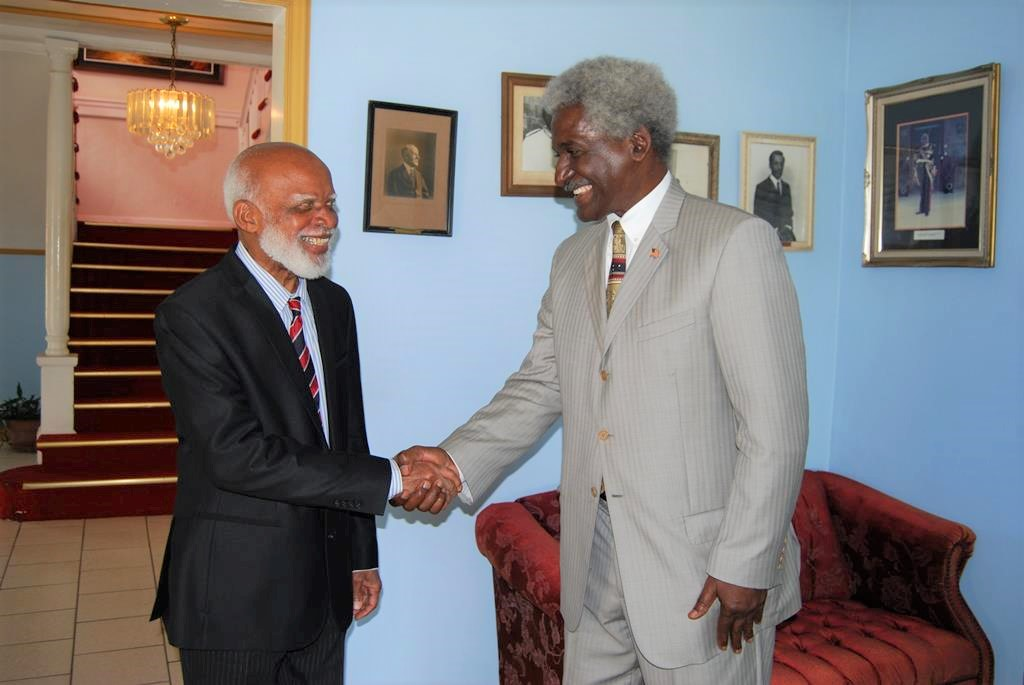
Генерал-губернатор сэр Эдмунд Лоуренс с послом США Ларри Леоном Палмером, 2013 год

Королевская прерогатива также распространяется на международные дела: генерал-губернатор ратифицирует договоры, союзы и международные соглашения. Как и в других случаях использования королевской прерогативы, одобрение парламента не требуется. Однако договор не может изменять внутреннее законодательство Сент-Китса и Невиса; в таких случаях необходим Акт парламента. Генерал-губернатор от имени монарха также аккредитует верховных комиссаров и послов Сент-Китса и Невиса и принимает дипломатов иностранных государств. Кроме того, выдача паспортов подпадает под королевскую прерогативу, и все паспорта Сент-Китса и Невиса выдаются от имени генерал-губернатора, представителя монарха в Сент-Китсе и Невисе.

### Парламент

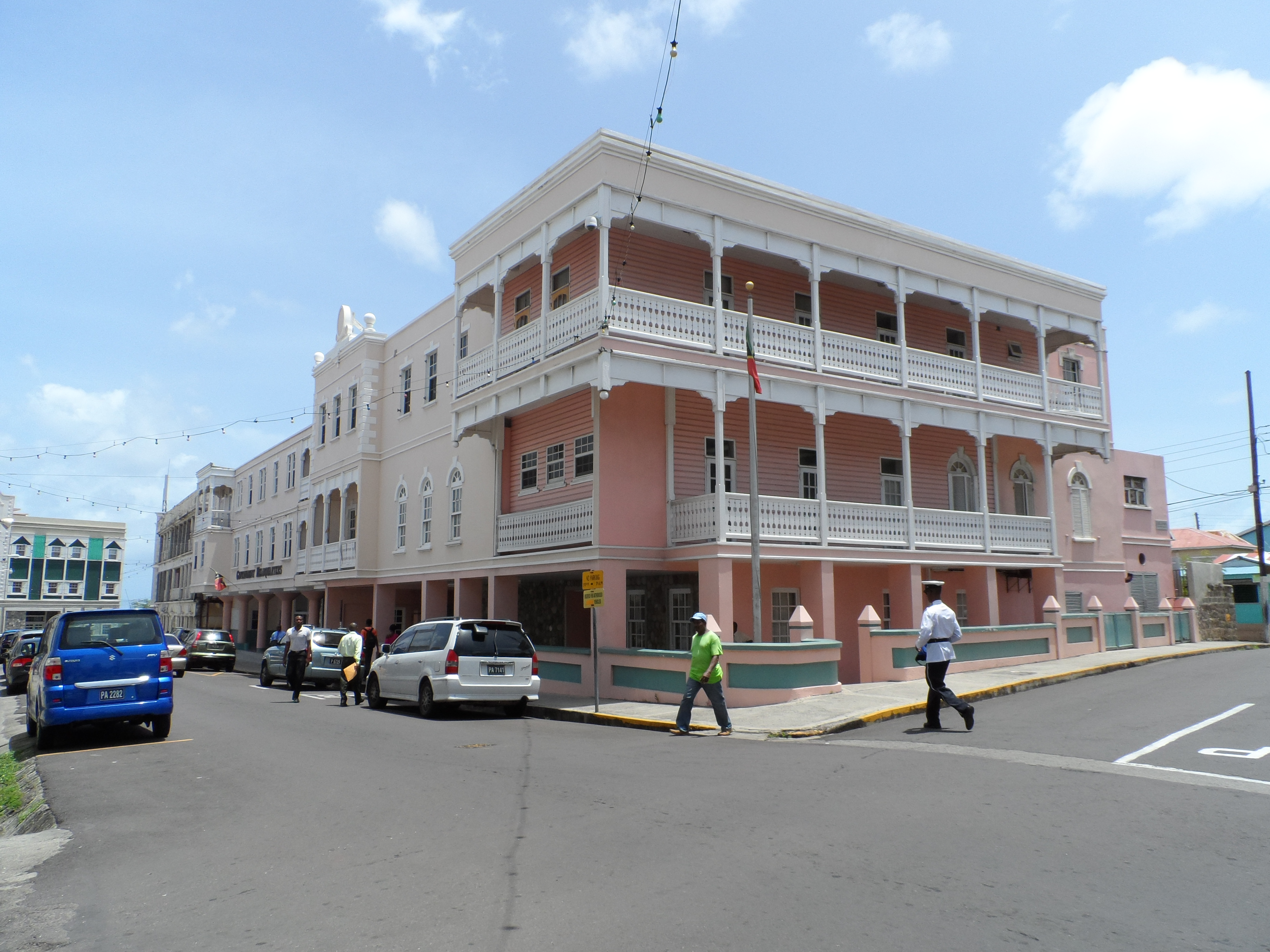
Здание парламента Сент-Китса и Невиса, Бастер

Монарх, наряду с Национального собрания, является одним из двух компонентов парламента Сент-Китса и Невиса.
Однако монарх не участвует в законодательном процессе; наместник, или вице-губернатор, участвует, но только в предоставлении Королевской санкции. Конституция также определяет, что только генерал-губернатор отвечает за назначение сенаторов. Треть всех назначений сенаторов производится генерал-губернатором по рекомендации лидера оппозиции, а остальные — по рекомендации премьер-министра. Генерал-губернатор также созывает, пролонгирует и распускает парламент; после последнего роспуска генерал-губернатор обычно подписывает указы о проведении всеобщих выборов в Доме правительства в Бастер.
Новая парламентская сессия начинается с открытия Национального собрания, на которой монарх или генерал-губернатор произносит тронную речь.
Все законы в Сент-Китсе и Невисе принимаются только после предоставления Королевской санкции наместником от имени монарха. Таким образом, законопроекты начинаются с фразы: «Да будет постановлено Королевским Величеством, по совету и с согласия Национального собрания Сент-Китса и Невиса, и властью той же, что следует». Королевское согласие и прокламация требуются для всех парламентских актов, которые обычно предоставляются или отзываются генерал-губернатором с использованием Государственной печати Сент-Китса и Невиса.

### Суды

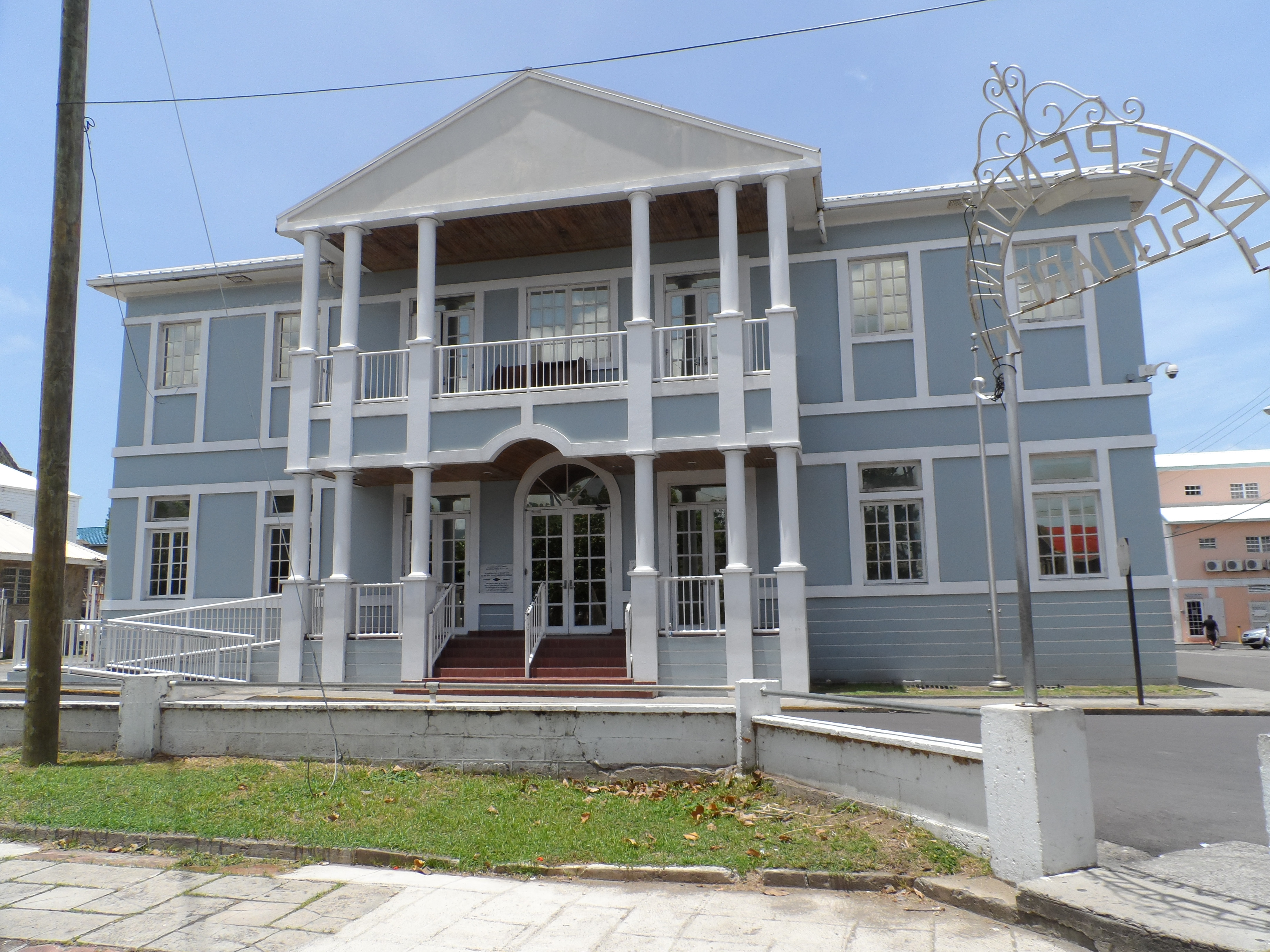
Комплекс судебных и юридических услуг имени сэра Ли Л. Мура, Бастер

Монарх считается «источником справедливости» и несёт ответственность за справедливое правосудие в отношении всех подданных. Лично монарх не участвует в судебных разбирательствах; вместо этого судебные функции выполняются от его имени. В Сент-Китс и Невис уголовные преступления рассматриваются как преступления против монарха, и дела по делам, преследуемым по обвинительному акту, возбуждаются от имени монарха в форме «Король [или Королева] против [Имя обвиняемого]». Таким образом, в общем праве считается, что монарх «не может совершать неправомерных действий»; монарх не может быть привлечён к ответственности в своих собственных судах за уголовные преступления.
Высшим апелляционным судом Сент-Китс и Невис является Судебный комитет Тайного совета короля.
Генерал-губернатор от имени монарха Сент-Китс и Невис также может предоставлять иммунитет от судебного преследования, осуществлять королевскую прерогативу помилования и смягчения наказаний за преступления против Короны до, во время или после судебного разбирательства. Осуществление прерогативы помилования для предоставления помилования и смягчения тюремных приговоров описано в статье 66 Конституции.

## Монархия на Невисе

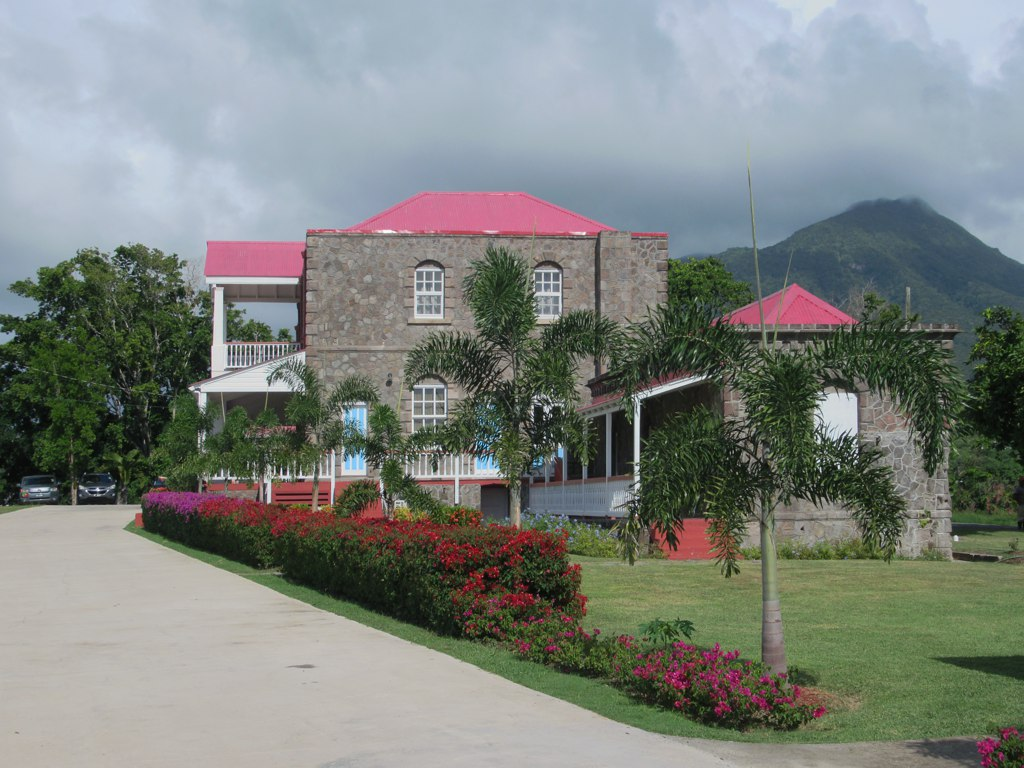
Дом правительства, Невис

В соответствии с конституцией федерации, монархия Сент-Китс и Невис функционирует отдельно на острове Невис, и монарх в юрисдикции Невиса именуется «монархом в праве управления островом Невис».
Генерал-губернатор назначает заместителя генерал-губернатора для Невиса, который выполняет функции вице-губернатора на острове. Как представитель монарха, заместитель генерал-губернатора проживает в Правительственном доме к югу от Чарлстауна, Невис.

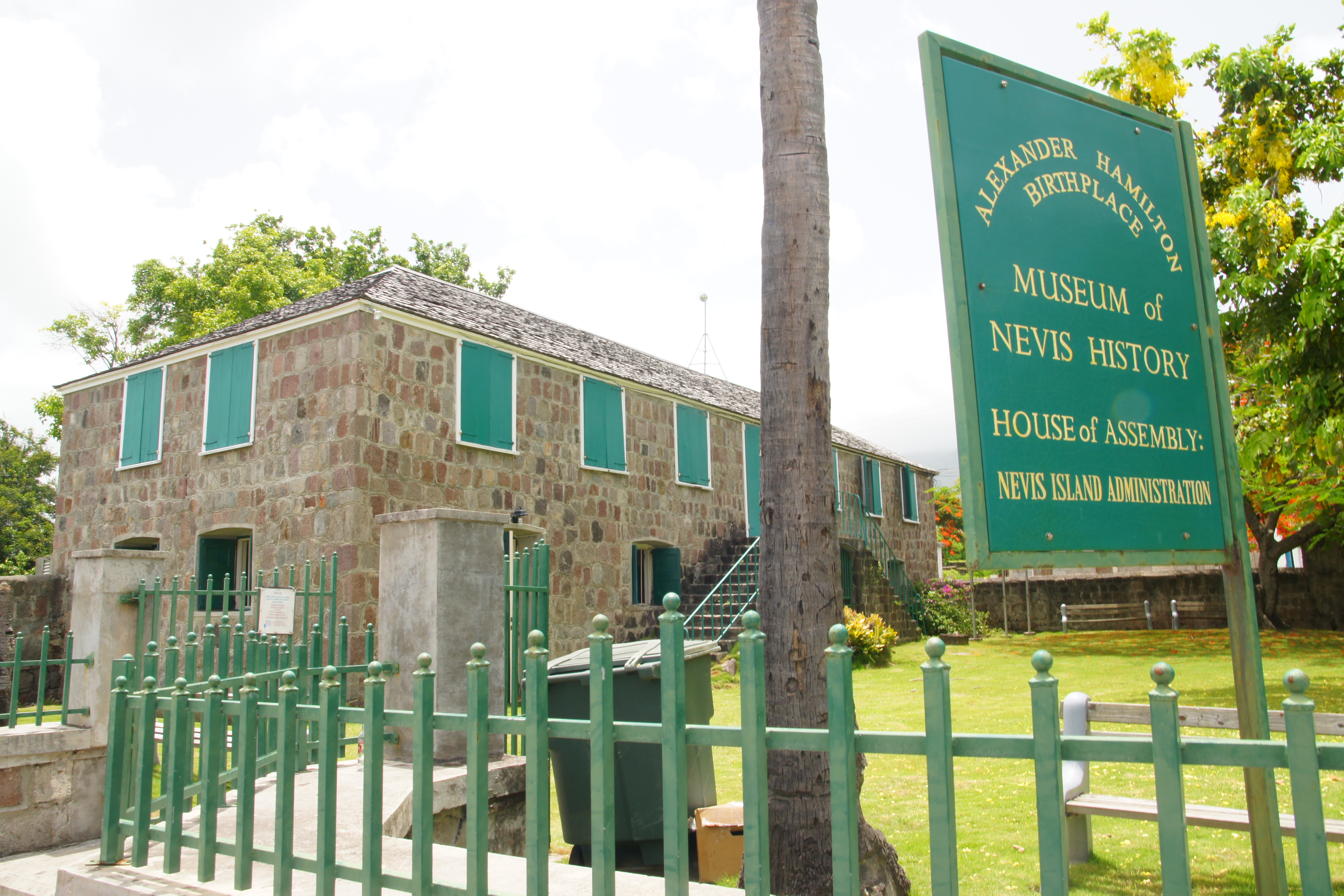
Резиденция Ассамблеи острова Невис

Монарх и Ассамблея острова Невис составляют Законодательное собрание острова Невис. Одна треть назначенных членов Ассамблеи назначается генерал-губернатором по рекомендации лидера оппозиции в Ассамблее, а остальные — по рекомендации премьер-министра Невиса. Все законопроекты, принятые Ассамблеей острова Невис, требуют королевского одобрения. Генерал-губернатор также отвечает за роспуск Ассамблеи по рекомендации премьер-министра.
Генерал-губернатор, чтобы поддерживать стабильность управления островом Невис, назначает премьер-министром лицо, наиболее способное сохранять поддержку большинства избранных членов Ассамблеи острова Невис. Генерал-губернатор также назначает других членов Администрации из числа членов Ассамблеи, действуя по рекомендации премьер-министра.
Функция Администрации острова Невис заключается в консультировании генерал-губернатора по вопросам управления островом. Администрация коллективно несёт ответственность перед Ассамблеей за любые рекомендации, данные генерал-губернатору.

## Культурная роль

### Корона и Почести
В странах Содружества монарх считается источником чести. Монарх, как суверен Сент-Китса и Невиса, присуждает награды и почести в Сент-Китсе и Невисе от своего имени. Большинство из них обычно присуждаются по рекомендации «Министров Сент-Китса и Невиса Его Величества».
В 1998 году с принятием Закона о национальных почестях Сент-Китс и Невис учредили три класса наград: Орден Национального Героя, Звезда Заслуг и Медаль Почёта. В 2005 году был добавлен ещё один класс — Орден Святого Кристофера и Невиса. Все эти награды и почести входят в «Орден Почёта, Декорации и Медали», который состоит из генерал-губернатора в качестве Президента и секретаря генерал-губернатора в качестве Секретаря Ордена. Национальный комитет по наградам отвечает за представление кандидатур премьер-министру, который затем направляет рекомендации генерал-губернатору. Церемонии награждения проводятся генерал-губернатором в Правительственном доме.

### Корона и вооружённые силы
Корона занимает высшую позицию в Вооружённых силах Сент-Китса и Невиса. Корона Святого Эдуарда изображена на знаках различия и эмблемах Сил обороны, что подчёркивает монархию как источник власти. В качестве представителя суверена генерал-губернатор действует как главнокомандующий Вооружённых сил.
Право присвоения званий в Силах обороны принадлежит монарху и осуществляется от его имени генерал-губернатором.

### Корона и полиция
Национальная полиция Сент-Китс и Невис известна как «Королевская полиция Сент-Кристофер и Невис».
Корона Святого Эдуарда изображена на знаках различия и эмблемах полиции, что подчёркивает монархию как источник власти.
Каждый сотрудник Королевской полиции Сент-Китса и Невиса при вступлении в должность должен принести присягу на верность монарху Сент-Китс и Невис. Согласно Закону о полиции 2002 года, текст присяги звучит следующим образом:
"Я, "(имя)", клянусь, что буду хорошо и верно служить нашему Суверенному Лорду Королю в должности Специального констебля Федерации без благосклонности или привязанности, злого умысла или недоброжелательности, и что я сделаю все, чтобы сохранить мир Его Величества, и не допущу все, что в моих силах, направленное против него. Да поможет мне Бог!"

### Королевские символы
Основной символ монархии Сент-Китса и Невиса — сам суверен. Его портреты в рамах размещаются в общественных зданиях и государственных учреждениях. Монарх также изображён на памятных почтовых марках Сент-Китса и Невиса.
Корона также используется для иллюстрации монархии как центра власти, появляясь на знаках различия военнослужащих, сотрудников полиции, почтовых работников и тюремных служащих.
«Боже, храни короля» — королевский гимн Сент-Китса и Невиса.

Согласно Закону о гражданстве Сент-Китса и Невиса, новые граждане страны приносят присягу на верность монарху, его наследникам и преемникам.

Флаг генерал-губернатора Сент-Китса и Невиса с изображением короны Святого Эдуарда
Эмблема Королевской полиции Сент-Китса и Невиса с изображением Короны
Эмблема Сил обороны Сент-Китса и Невиса с изображением короны Тюдоров
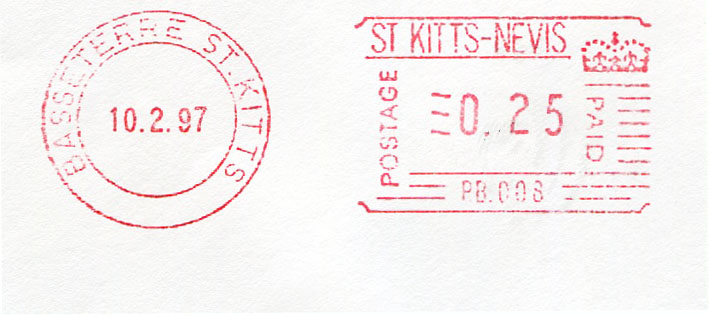
Метровая марка Сент-Китса и Невиса с изображением короны Святого Эдуарда

### Королевские визиты

#### 20-й век
Принцесса Маргарет посетила Сент-Китс в феврале 1955 года.
Прежде всего, я хотел бы сказать, что королева просила меня передать всем вам ее самые теплые приветствия. И вряд ли нужно говорить, как мы были очень тронуты тем радушным приемом, который мы получили на оба острова и, со своей стороны, он был особенным, чтобы вернуться в те места, которые у меня такие теплые воспоминания о посещении, когда я первый раз сюда приехал какой-сорок шесть лет назад, во время моей службы в Королевском флоте.
Королева Елизавета II и её супруг, герцог Эдинбургский, посетили Сент-Китс и Невис в 1966 году. 22 февраля королева провела церемонию вручения наград в Правительственном доме, на которой присутствовало около 50 гостей. После этого королева и герцог посетили приём, где собралось около 700 человек. Вечером они наблюдали за фейерверком с набережной Бастер. В Правительственном доме на Невисе главный министр К. А. Пол Саутвелл представил королеве большую рельефную карту Невиса. Принц Чарльз посетил острова в июне 1973 года, чтобы открыть недавно отреставрированный бастион принца Уэльского в Национальном парке Бримстоун-Хилл-Фортресс.
Принцесса Маргарет посетила город в сентябре 1983 года, представляя королеву на праздновании Дня независимости. Королева и её супруг вновь посетили город в 1985 году, во время их визита был организован приём на борту яхты Её Величества «Британия».
Принцесса Уэльская отдыхала со своими сыновьями на Невисе в январе 1993 года. В 
сентябре 1993 года принц Филипп, герцог Эдинбургский, посетил страну в качестве личного представителя королевы по случаю 10-й годовщины независимости.

#### 21-й век
В марте 2012 года граф и графиня Уэссекские посетили страну для участия в праздновании бриллиантового юбилея королевы. Супруги встретились с генерал-губернатором сэром Катбертом Себастьяном, премьер-министром Дензилом Дугласом и другими высокопоставленными лицами. Они посетили культурные мероприятия, и граф открыл мемориальную доску в честь бриллиантового юбилея, официально присвоив парку в Бастер название Королевский парк Бастер. Кроме того, они посетили национальный парк Бримстоун-Хилл-Фортресс, детское отделение больницы имени Еврейского национального фонда (JNF) и детский дом. Вечером состоялся государственный ужин, а затем был организован фейерверк в Порт-Занте.
Еще раз благодарю вас за радушный прием на Карибах. Я здесь совсем недолго, но могу с уверенностью сказать, что красота Сент-Китса и Невиса и его жители останутся со мной надолго.
Принц Гарри посетил остров в 2016 году, в год 90-летия королевы. Принц прибыл 23 ноября и был встречен военным парадом в Порт-Занте, а позже принял участие в молодежном митинге в крепости Бримстоун-Хилл. Здесь принц также представил изображение Сент-Китса и Невиса, посвященное Королевскому балдахину Содружества. Затем принц Гарри отправился на лодке к пирсу Чарльзтауна на соседнем острове Невис, где посетил местную инициативу по сохранению черепах на пляже Влюбленных. Вечером принц вернулся на Сент-Китс, чтобы присутствовать на приеме, устроенном генерал-губернатором в Доме правительства.
Принц Уэльский и герцогиня Корнуольская посетили Сент-Китс и Невис в 2019 году. Они прибыли в Бастер 21 марта и встретились с местными жителями. В Национальном музее они ознакомились с историей Сент-Китса и Невиса и подписали свиток в честь королевского визита и 125-летия здания. Затем принц и герцогиня отправились на остров Невис на лодке и были встречены танцорами в маскарадных костюмах. В Национальном парке «Крепость Бримстоун-Хилл» принц узнал больше о регионе и увидел «Королевский полог Содружества». Герцогиня посетила усадьбу Эрмитаж, где встретилась с местными женщинами и осмотрела выставку декоративно-прикладного искусства. Вечером пара посетила приём, организованный генерал-губернатором. Во время выступления принц Уэльский объявил о создании стипендий принца Уэльского в честь 70-летия современного Содружества и в знак признания своего дня рождения.

## Дебаты
В сентябре 2022 года премьер-министр Терренс Дрю заявил, что его правительство «нацелено на переход к республике». В мае 2023 года Дрю отметил, что Сент-Китс и Невис «не полностью свободны», пока главой государства остаётся Карл III. Дрю также сообщил, что начнёт общественные консультации по вопросу о переходе к республике и поддержит репарации за рабство.
Опрос общественного мнения, проведённый в 2023 году, показал, что 52 % респондентов выступают за сохранение монархии, в то время как 45 % предпочитают, чтобы Сент-Китс и Невис стали республикой.

## Список монархов Сент-Китса и Невиса
| Портрет | Царственное имя (Рождение-Смерть) | Промежуток царствования | Промежуток царствования | Полное имя                | Консорт           | Дом      |
| Портрет | Царственное имя (Рождение-Смерть) | Начало                  | Конец                   | Полное имя                | Консорт           | Дом      |
| --- | --------------------------------- | ----------------------- | ----------------------- | ------------------------- | ----------------- | -------- |
| | Елизавета II (1926—2022)          | 19 сентября 1983 года   | 8 сентября 2022 года    | Элизабет Александра Мэри  | Филип Маунтбеттен | Виндзоры |
| Генерал-губернаторы: Сэр Клемент Арринделл, Сэр Катберт Себастьян, Эдмунд Лоуренс, Сэр Тэпли Ситон Премьер-министры: Кеннеди Симмондс, Дензил Дуглас, Тимоти Харрис, Терренс Дрю | Елизавета II (1926—2022)          |                         |                         |                           |                   |          |
| | Карл III (род. 1948)              | 8 сентября 2022 года    | настоящее время         | Чарльз Филип Артур Джордж | Камилла Шанд      | Виндзоры |
| Генерал-губернаторы: Сэр Тэпли Ситон, Дама Марселла Либурд Премьер-министры: Терренс Дрю                                                                                         | Карл III (род. 1948)              |                         |                         |                           |                   |          |